# صادق‌لی (تووز)
صادق‌لی (به لاتین: Sadıqlı) یک منطقه مسکونی در جمهوری آذربایجان است که در شهرستان تووز واقع شده‌است.